# Baron Herzog
Pour les articles homonymes, voir Herzog.
Mór Lipót Herzog (1869-1934) est un banquier et collectionneur d'œuvres d'art hongrois, dont les biens furent spoliés à sa famille par les nazis en 1944 dans le cadre de la Shoah en Hongrie.

## Biographie
Mór Lipót Herzog, connu sous le nom de « baron Herzog », est né en 1869 à Budapest, d'origine juive, dans une famille autro-hongroise parfaitement assimilée. 
Il est également connu sous les noms de : Mor Lipot Herzog, Mór Lipót Herzog de Csete, Baron Mór Lipót Herzog, Moriz Leopold Herzog von Csete.
Il participe au Sonderbund.
Il meurt le 19 novembre 1934 à Budapest. Il est enterré au cimetière de la rue Fiumei.

## Collection d'art
La collection d'art d'Herzog était la plus importante de Hongrie et contenait de nombreux chefs-d'œuvre,,,.
La collection a été estimée à plus de 2 000 œuvres d'art, dont La Rue Mosnier aux drapeaux et La Négresse de Manet ainsi que le portrait de Saint André de Francisco de Zurbarán et L'Annonciation à Joachim par Lucas Cranach l'Ancien (1518).

## Spoliation par les nazis et demandes de restitution
Martha Nierenberg, sa petite-fille, a tenté pendant de nombreuses années de récupérer des œuvres d'art pillées à la famille Herzog,.
En 2010, ses héritiers ont poursuivi le gouvernement hongrois pour la restitution de plus de 40 tableaux saisis pendant la Seconde Guerre mondiale, évalués à plus de 100 millions de dollars américains.
L'affaire intitulée De Csepel et al. versus République de Hongrie et al., est parvenue à la Cour suprême des États-Unis,.
En 2011, la toile Paysage près d'Ornans (1865) de Gustave Courbet, confiée par la United States Army en 1946 à la garde du musée national de Varsovie (inv. 186950) a été restituée aux descendants du baron Herzog. Le tableau est vendu par Christie's New York le 27 octobre 2014 pour la somme de 545 000 dollars américains.